# Gravity (chanson de Zlata Ognévitch)
Pour les articles homonymes, voir Gravity.
Chansons représentant l'Ukraine au Concours Eurovision de la chanson
Be My Guest
(2012) Tick-Tock
(2014)
Gravity (en français, « Gravité ») est une chanson de la chanteuse ukrainienne Zlata Ognevich. Elle a été écrite par Mikhail Nekrasov et Karen Kavaleryan et est surtout connue pour être la chanson qui a représenté l'Ukraine au Concours Eurovision de la chanson 2013 qui a eu lieu à Malmö en Suède.
Lors de la première demi-finale, le 14 mai 2013, la chanson arrive à la troisième place, synonyme de qualification pour la finale du 18 mai. Le Jour-J, elle obtient également la troisième place derrière le Danemark et l'Azerbaïdjan.

## Classements
| Classement    | Meilleure position |
| ------------- | ------------------ |
| Ukraine (FDR) | 3                  |